# Zavyjka
Zavyjka, ukrajinsky Завийка, maďarsky Határvölgy, je ves v Mižhirské vesnické komunitě, v okrese Chust, v Zakarpatské oblasti Ukrajiny. V roce 2001 zde žilo 187 obyvatel.

## Historie
Ves byla poprvé zmíněna v roce 1600, a to pod názvem Zavelyka. Do uzavření Trianonské smlouvy byla ves součástí Uherska, poté byla, pod názvem Závika, součástí první československé republiky. Od roku 1945 byla součástí Ukrajinské sovětské socialistické republiky, která byla součástí SSSR. Od roku 1991 je součástí nezávislé Ukrajiny.

### Historické názvy
1646 – Zavicska, 1653 – Zarodka, 1780-1781 –  Zavojka, Závojka, 1808 – Zavojka, 1828 – Zavijka, Zavojka, 1851-1892 – Zavejka, 1898 – Zavelyka, 1907, 1913 – Határvölgy, 1925 – Závika, 1944 – Závika, 1983 – Завийка.